# Thống nhất nước Đức

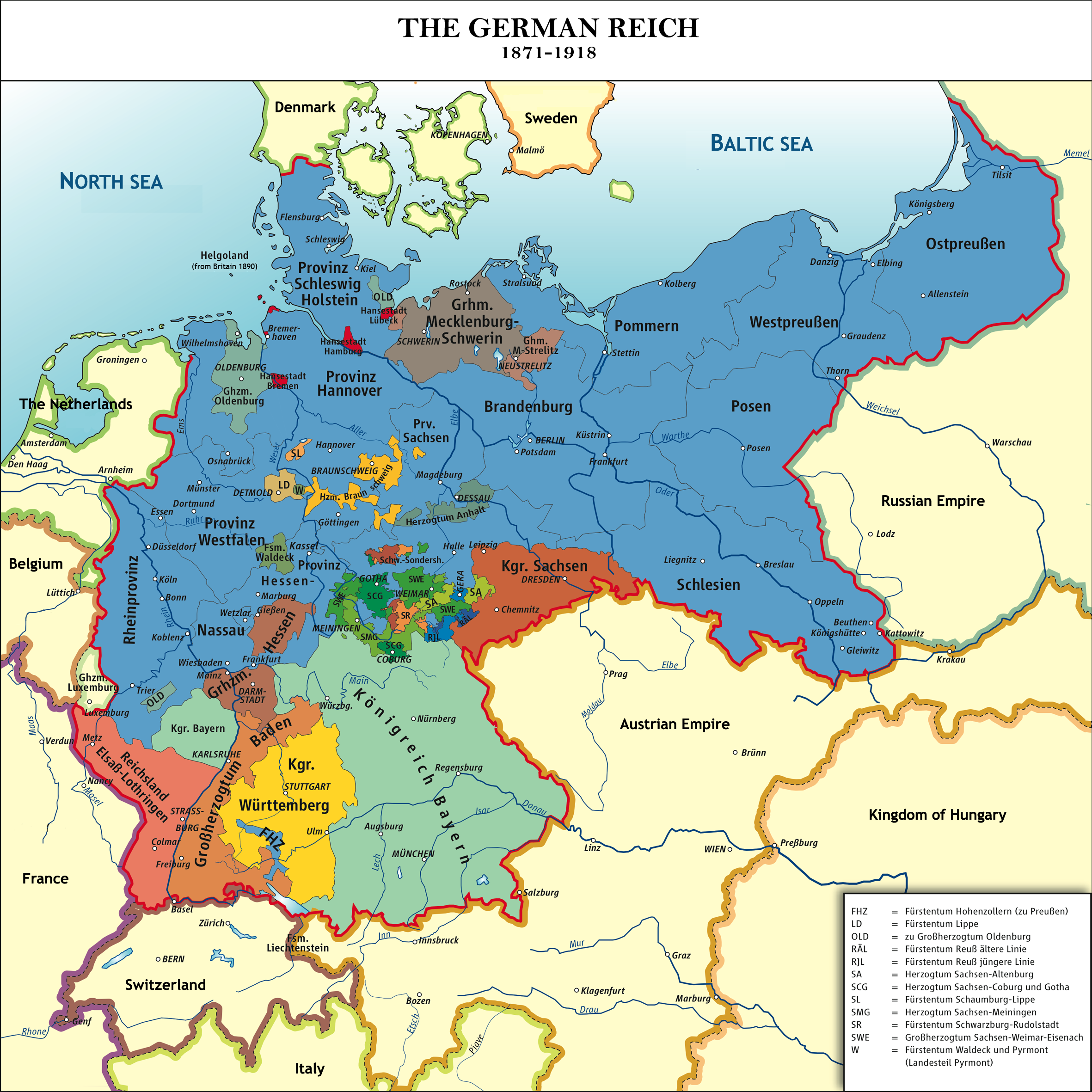
Bản đồ Đế chế Đức 1871 – 1918, không chứa một nước nói tiếng Đức là Đế quốc Áo vì nước Áo lúc bấy giờ đang thỏa hiệp liên minh với Hungary

Sự chính thức nhất thống của nước Đức thành một quốc gia hợp nhất về chính trị và hành chính chính thức diễn ra vào ngày 18 tháng 1 năm 1871 tại Phòng Gương của Cung điện Versailles ở Pháp. Các Vương hầu trên khắp nước Đức đã tụ tập về đây để tuyên bố Quốc vương nước Phổ là Wilhelm I lên làm Hoàng đế của Đế quốc Đức sau khi quân Pháp đầu hàng trong Chiến tranh Pháp-Phổ. Thực chất, trong nhiều năm trước sự kiện này người Đức đã nỗ lực tiến hành thống nhất hầu hết các nước nói tiếng Đức thành một tổ chức Liên bang các quốc gia. Việc thống nhất đưa tới những căng thẳng do những khác biệt về tôn giáo, ngôn ngữ, văn hóa giữa các dân cư của quốc gia mới, cho nên năm 1871 chỉ thực sự là một khoảnh khắc trong một tiến trình liên tục của quá trình thống nhất lớn hơn.
Sau năm 1648, sau Chiến tranh Ba Mươi Năm, trong Đế quốc La Mã Thần thánh dân tộc Đức, cả dân tộc bị chia cắt thành 350 tiểu quốc độc lập về chính trị. Đến năm 1740, ở Đức hình thành cục diện phân tranh giữa 2 nước mạnh nhất là Phổ và Áo. Một số nhà sử học coi công cuộc thống nhất Đức mở đầu với sự kiện vua Phổ Friedrich II thiết lập "Liên minh các Vương hầu" để ngăn chặn sự mở rộng ảnh hưởng của Áo năm 1785. Đế quốc La Mã Thần thánh dân tộc Đức đã bị giải thể khi Hoàng đế Franz II thoái vị (vào ngày 6 tháng 8 năm 1806) trong các cuộc Chiến tranh Napoleon. Mặc dù có sự gián đoạn pháp lý, hành chính, và chính trị liên quan đến việc kết thúc của đế quốc, người dân của các khu vực nói tiếng Đức trong đế chế cũ đã có một truyền thống ngôn ngữ, văn hóa và pháp lý phổ biến tăng cường hơn nữa thông qua chia sẻ kinh nghiệm của họ trong cách mạng Pháp và các cuộc chiến tranh Napoleon. Chủ nghĩa tự do châu Âu đưa ra một cơ sở tri thức cho sự thống nhất bằng cách thách thức các mô hình triều đại và tuyệt đối của các tổ chức xã hội và chính trị; biểu hiện của nó ở Đức nhấn mạnh tầm quan trọng của truyền thống, giáo dục, và sự thống nhất ngôn ngữ của các dân tộc trong một khu vực địa lý. Về kinh tế, việc tạo ra Liên Minh Thuế Quan Phổ (Zollverein) vào năm 1818, và mở rộng tiếp theo của nó để bao gồm các tiểu bang khác của Liên bang Đức, giảm cạnh tranh giữa và trong các bang. Các phương thức vận tải tạo điều kiện và du lịch vui chơi giải trí, dẫn đến liên hệ và đôi khi mâu thuẫn giữa những người nói tiếng Đức từ khắp Trung Âu.
Mô hình của lĩnh vực ảnh hưởng ngoại giao là kết quả của Hội nghị Viên trong giai đoạn 1814-15 sau khi các cuộc chiến tranh Napoleon đã thông qua sự thống trị của Áo ở Trung Âu. Tuy nhiên, các nhà đàm phán tại kinh thành Viên đã không mang lại ảnh hưởng sức mạnh ngày càng tăng của nước Phổ trong và giữa các bang của Đức, không tiên lượng rằng Phổ sẽ thách thức Áo trong vai trò lãnh đạo các tiểu bang Đức. Tính nhị nguyên Đức đã trình bày hai giải pháp cho vấn đề thống nhất đất nước: Kleindeutsche Lösung, các giải pháp nước Đức nhỏ (Đức mà không có Áo), hoặc Großdeutsche Lösung, giải pháp lớn của Đức (Đức với Áo).

## Tóm tắt các mốc thời gian
- 1797: Đệ Nhất Cộng hòa Pháp sáp nhập các vùng đất của các tiểu quốc Đức ở bờ trái sông Rhein như là kết quả của cuộc Chiến tranh Liên minh thứ nhất.
- 1802: Các việc sáp nhập trước của Pháp được khẳng định sau chiến thắng trong chiến tranh Liên minh thứ hai.
- 1804: Franz II của Thánh chế La Mã (Franz I của Áo quốc) tuyên bố hình thành Đế quốc Áo mới để phản ứng với tuyên cáo của Napoleon Bonaparte thành lập Đệ Nhất Đế chế Pháp vào năm 1804.
- 1806: Như là kết quả của cuộc chiến tranh Liên minh thứ ba, Napoleon I sáp nhập một số lãnh thổ ở phía Đông sông Rhein, thay thể đế quốc La Mã Thần thánh xem Liên bang Rhein như là một tiểu quốc thuộc Pháp.
- 1807: Phổ mất đi một nửa lãnh thổ của mình sau Chiến tranh Liên minh thứ tư.
- 1815: Sau khi Napoleon bại trận, Đại hội Viên phục hồi các bang Đức vào Liên minh các quốc gia Đức dưới sự lãnh đạo của đế quốc Áo.
- 1819: Các Nghị định Carlsbad ngăn chặn bất kỳ hình thức của các hoạt động liên Đức để tránh việc tạo ra một nhà nước Đức; Vương quốc Phổ, tuy nhiên, bắt đầu một liên minh thuế quan với các tiểu quốc khác thuộc Liên minh các quốc gia Đức.
- 1834: Liên minh thuế quan do Phổ lãnh đạo phát triển thành Liên minh quan thuế Đức bao gồm gần như tất cả các quốc gia thuộc Liên minh các quốc gia Đức ngoại trừ Đế chế Áo.
- 1848: Các cuộc nổi dậy trên khắp các Liên đoàn của Đức, như ở Berlin, Dresden và Frankfurt, buộc vua Friedrich Wilhelm IV của Phổ phải chấp nhận một hiến pháp cho Liên đoàn. Trong khi đó, Quốc hội Frankfurt được thành lập vào năm 1848 và đã cố gắng để công bố một nước Đức thống nhất, nhưng điều này đã bị từ chối bởi Wilhelm IV. Câu hỏi của một nước Đức thống nhất dưới giải pháp Kleindeutsch (để loại trừ Áo) hay Großdeutsch (bao gồm Áo) bắt đầu lộ diện.
- 1861-62: Wilhelm I lên làm vua của Phổ và bổ nhiệm Otto von Bismarck vào ngày 23 tháng 9 năm 1862, làm thủ tướng Phổ và Bộ trưởng Ngoại giao, người ủng hộ một chính sách 'máu và sắt' để tạo một nước Đức thống nhất dưới sự lãnh đạo của nước Phổ.
- 1864: Chiến tranh Schleswig lần thứ hai khởi đầu khi Phổ phản đối việc Đan Mạch sáp nhập Schleswig vào Vương quốc Đan Mạch. Đế quốc Áo đã bị Otto von Bismarck, thủ tướng của nước Phổ, cố tình lôi kéo vào cuộc chiến này. Chiến thắng Áo-Phổ dẫn đến Schleswig, vùng phía bắc, bị quản lý bởi Phổ và Holstein, phần phía nam, được cai trị bởi Áo, theo Hiệp ước Vienna (1864).
- 1866: Bismarck cáo buộc Đế quốc Áo khuấy lên rắc rối ở Schleswig thuộc Phổ. Quân Phổ tiến vào Holstein thuộc Áo và nắm quyền kiểm soát toàn bộ tiểu quốc Schleswig-Holstein. Áo tuyên chiến với Phổ và, sau khi chiến đấu với Chiến tranh Áo-Phổ (Bảy tuần chiến tranh), đã nhanh chóng bị đánh bại. Các Hiệp ước Prague (1866) chính thức giải tán Liên minh các quốc gia Đức và Phổ thành lập Liên bang Bắc Đức bao gồm tất cả các nước Đức, ngoại trừ vương quốc phía nam Bayern thân Pháp, Baden và Württemberg.
- 1870: Khi hoàng đế Pháp, Napoleon III, đòi hỏi lãnh thổ Rheinland lại đổi lấy sự trung lập của ông trong Chiến tranh Áo-Phổ, Bismarck sử dụng Câu hỏi thừa kế Tây Ban Nha (1868) và Ems Telegram (1870) như một cơ hội để kết hợp các vương quốc phía Nam. Napoleon III tuyên chiến với Phổ.
- 1871: Cuộc chiến tranh Pháp-Phổ kết thúc với việc quân Phổ chiếm đóng Paris, thủ đô của đế chế Pháp thứ hai. Bayern, Baden, và Württemberg đã được đưa vào Liên bang Bắc Đức trong Hiệp ước Frankfurt (1871). Bismarck sau đó tuyên bố vua Wilhelm I, trở thành hoàng đế Wilhelm I, là nhà lãnh đạo mới, thống nhất các nước Đức (Đế quốc Đức). Với quân Đức còn đóng ở Paris, Napoleon III giải tán đế quốc Pháp và một nước cộng hòa mới, Đệ Tam Cộng hòa Pháp, được thành lập dưới sự lãnh đạo của Adolphe Thiers.

## Vùng nói tiếng Đức ở Trung Âu đầu thế kỷ XIX

Huy hiệu Liên minh các quốc gia Đức, còn được gọi Deutscher Bund

Trước năm 1806, vùng nói tiếng Đức ở Trung Âu bao gồm hơn 300 thực thể chính trị, hầu hết trong số đó là một phần của Đế quốc La Mã Thần thánh hoặc triều đại nhà Habsburg cha truyền con nối nới rộng. Chúng dao động về kích thước từ vùng lãnh thổ nhỏ và phức tạp của các ông hoàng thuộc các chi nhánh nhà Hohenlohe, tới các vùng lãnh thổ lớn, được xác định rõ ràng như các vương quốc của Bayern và Phổ. Việc quản trị chúng cũng khác nhau: Từ các thành phố đế quốc tự do, có các kích cỡ khác nhau, chẳng hạn như thành phố Augsburg hùng mạnh và nhỏ xíu như Weil der Stadt; các vùng lãnh thổ của giáo hội, cũng khác biệt về kích thước và ảnh hưởng, chẳng hạn như Tu viện Reichenau giàu có và tổng giáo phận của Köln có thế lực; và các tiểu quốc như Württemberg. Những vùng đất này (hoặc một phần của chúng - cả những lãnh thổ Habsburg và Hohenzollern Phổ cũng bao gồm các vùng lãnh thổ ngoài các cấu trúc Đế quốc) lập thành lãnh thổ của Đế quốc La Mã Thần thánh, mà có lúc bao gồm hơn 1.000 thực thể. Từ thế kỷ XV, với một vài ngoại lệ, các tuyển hầu tước của Đế quốc đã chọn người đứng đầu kế tiếp của nhà Habsburg để giữ danh hiệu của Hoàng đế La Mã Thần thánh. Trong số các quốc gia nói tiếng Đức, các cơ chế hành chính và pháp lý của Đế quốc La Mã Thần thánh cung cấp một địa điểm để giải quyết các tranh chấp giữa nông dân và địa chủ, giữa các vùng, và trong phạm vi một thực thể. Thông qua việc tổ chức các nhóm đế quốc, nhóm của các quốc gia hợp nhất nguồn lực và phát huy lợi ích của khu vực, bao gồm cả hợp tác kinh tế và phòng vệ quân sự.
Chiến tranh Liên minh thứ hai (1799–1802) dẫn đến sự thất bại của các lực lượng đế quốc và đồng minh bởi Napoleon Bonaparte. Những điều ước của Luneville (1801) và Amiens (1802) và sư thay đổi cơ cấu lãnh thổ các nước Đức 1803, chuyển giao phần lớn đất đai của Thánh chế La Mã đến các tiểu quốc và vùng lãnh thổ của giáo hội bị thế tục hóa. Hầu hết các thành phố đế quốc biến mất khỏi bối cảnh chính trị và pháp lý, và dân chúng sống trong những vùng lãnh thổ này quay ra trung thành với các công tước và vua chúa. Việc chuyển giao này đặc biệt mở rộng các vùng lãnh thổ của vương quốc Württemberg và đại công quốc Baden. Năm 1806, sau một cuộc xâm lược của Phổ và sự thất bại chung của Phổ và Nga tại trận Jena-Auerstedt, Napoleon bức chế Hiệp ước Pressburg, trong đó Hoàng đế giải tán Đế quốc La Mã Thần thánh.

### Chủ nghĩa quốc gia Đức vực dậy dưới sự thống trị của Napoleon
Dưới thời bá quyền của Đế quốc Pháp (1804-1814), chủ nghĩa dân tộc Đức phổ thông phát triển mạnh ở các bang Đức tái tổ chức. Một phần do kinh nghiệm chia sẻ, mặc dù dưới sự thống trị của Pháp, các luận cứ khác nhau xuất hiện để xác định "Đức" là một nhà nước duy nhất. Đối với nhà triết học người Đức Johann Gottlieb Fichte,

Các ranh giới đầu tiên, ban đầu, và thật sự tự nhiên của các quốc gia là ngoài nghi ngờ ranh giới nội bộ của họ. Những người nói cùng một ngôn ngữ liên kết với nhau bởi vô số quan hệ vô hình bởi bản chất tự nhiên, rất lâu trước khi bất kỳ nghệ thuật nào của con người bắt đầu; họ hiểu nhau và có sức mạnh tiếp tục để làm cho chính họ hiểu nhau hơn và rõ ràng hơn; họ thuộc về nhau và về bản chất là một toàn thể không tách rời được.

Một ngôn ngữ chung có thể được dùng coi như là cơ sở của một quốc gia, nhưng những nhà sử học đương thời của thế kỷ XIX Đức cho biết, phải cần nhiều hơn là chỉ tương đồng về ngôn ngữ để có thể thống nhất vài trăm chính thể. Kinh nghiệm của những người Trung Âu nói tiếng Đức trong những năm bá quyền của Pháp đóng góp tạo ra một ước muốn chung đánh đuổi những kẻ xâm lược Pháp và dành lại quyền kiểm soát vùng đất của riêng họ. Tình trạng khẩn cấp của chiến dịch của Napoleon ở Ba Lan (1806-1807), bán đảo Iberia, miền tây nước Đức, và tai hại của cuộc xâm lược của Napoleon ở Nga vào năm 1812 làm vỡ mộng nhiều người Đức, hoàng tử cũng như nông dân đều như nhau. Hệ thống phong tỏa Lục địa của Napoleon hủy hoại hầu như cả nền kinh tế Trung Âu. Cuộc xâm lược của Nga bao gồm gần 125.000 quân từ đất Đức, và sự mất mát của lực lượng quân đội đó khuyến khích nhiều người Đức, có địa vị hèn kém hay cao sang, hình dung một Trung Âu không bị lệ thuộc bởi Napoleon. Việc tạo ra các lực lượng sinh viên vũ trang như Lützow Free Corps minh họa xu hướng này.
Sự thất bại ở Nga nới lỏng sự kìm kẹp của Pháp lên các công tước của Đức. Năm 1813, Napoleon ban ra một chiến dịch ở các nước Đức để đưa chúng trở lại quỹ đạo của Pháp; đưa đến Chiến tranh Liên minh thứ sáu đỉnh cao là Trận Leipzig, còn được gọi là Trận Liên Quốc gia. Trong tháng 10 năm 1813, hơn 500.000 chiến binh tham gia vào cuộc chiến đấu dữ dội trong vòng ba ngày, khiến nó trở thành cuộc chiến trên đất liền lớn nhất châu Âu của thế kỷ XIX. Cuộc đụng độ dẫn đến một chiến thắng quyết định cho liên minh của Áo, Phổ, Nga, Sachsen, và Thụy Điển, và nó đã kết thúc quyền lực của Pháp ở phía đông sông Rhein. Thành công khuyến khích các lực lượng liên minh đuổi theo Napoleon qua sông Rhein; quân đội và chính phủ của ông bị sụp đổ, và Liên minh chiến thắng giam giữ Napoleon ở đảo Elba. Trong thời gian phục hồi ngắn của Napoleon được gọi là Triều đại Một trăm ngày vào năm 1815, các lực lượng của Liên minh thứ bảy, bao gồm cả một đội quân Anglo-Đồng Minh dưới sự chỉ huy của Công tước Wellington và quân đội Phổ dưới sự chỉ huy của Gebhard von Blücher, chiến thắng ở Trận Waterloo (ngày 18 tháng 6 năm 1815). Vai trò quan trọng của quân đội Blücher, đặc biệt là sau khi phải rút lui khỏi khu vực tại Ligny ngày hôm trước, giúp đảo ngược tình hình cuộc chiến đấu chống Pháp. Các kỵ binh Phổ rượt đuổi người Pháp bị đánh bại vào tối ngày 18 tháng 6, đánh dấu chiến thắng của liên minh. Từ quan điểm của Đức, các hành động của quân đội Blücher tại Waterloo, và các nỗ lực phối hợp tại Leipzig, tập hợp lại tạo thành niềm tự hào và phấn khởi. Lối giải thích này đã trở thành lý giải chính cho các huyền thoại Borussia được giảng giải bởi các nhà sử học quốc gia thân Phổ sau này trong thế kỷ XIX.

### Tổ chức lại Trung Âu và sự cạnh tranh Áo-Phổ ở Đức

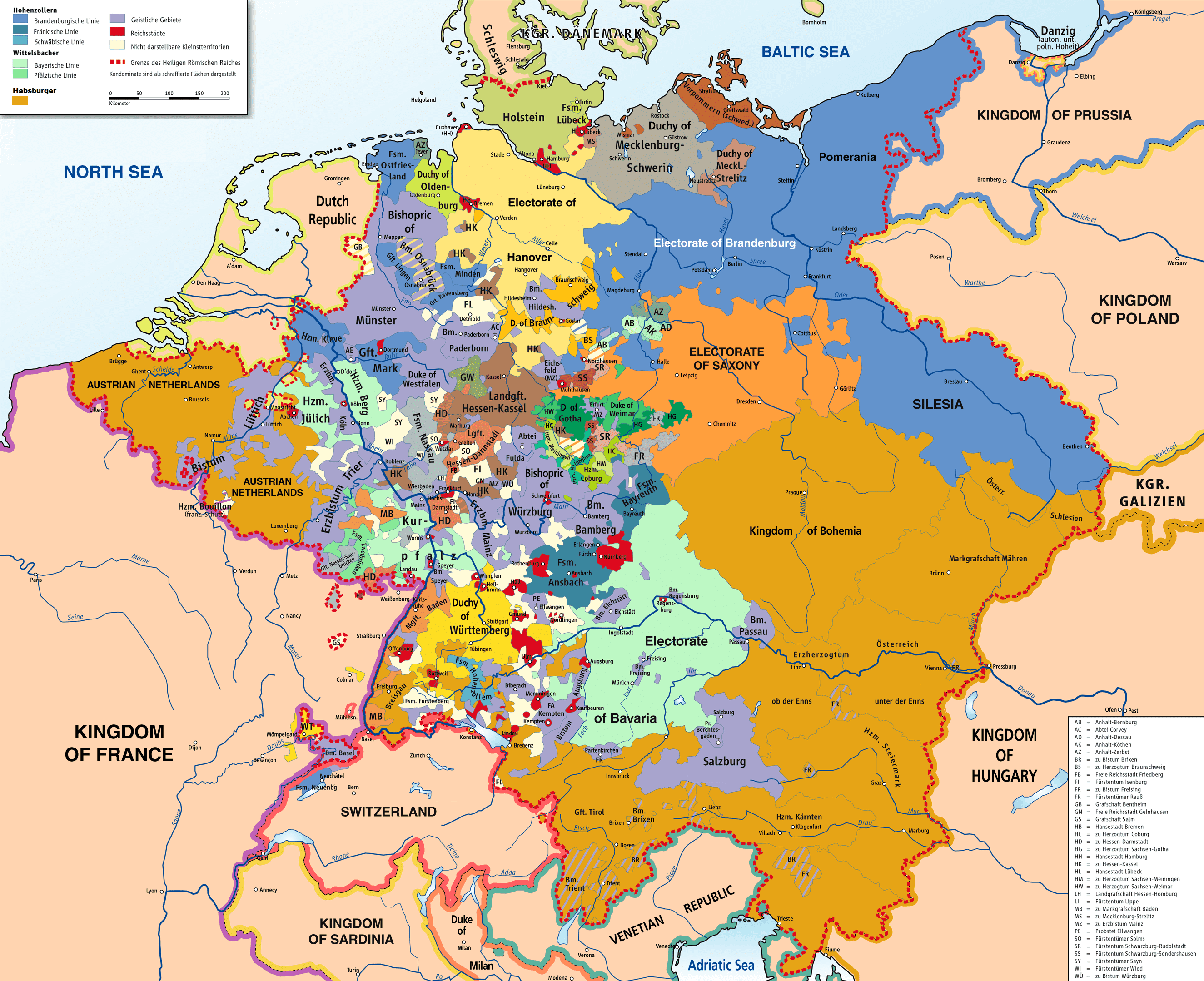
Bản đồ của Đế quốc La Mã Thần thánh 1789. Nổi bật là đế quốc Habsburg (cam) và Vương quốc Phổ (xanh), bên cạnh một số lớn các tiểu quốc (Nhiều nước quá nhỏ để có thể thấy trên bản đồ)

Sau khi Napoleon bị đánh bại, Hội nghị Viên thành lập một hệ thống chính trị-ngoại giao mới của châu Âu dựa trên cân bằng quyền lực. Hệ thống này tổ chức châu Âu lại theo khu vực ảnh hưởng, mà trong một số trường hợp, đàn áp những khát vọng của các dân tộc khác nhau, bao gồm cả người Đức và Ý. Nói chung, một nước Phổ mở rộng và 38 tiểu quốc khác hợp nhất từ các vùng lãnh thổ từ năm 1803 thuộc vùng ảnh hưởng Đế quốc Áo. Đại hội thành lập một Liên minh các quốc gia Đức lỏng lẻo (1815-1866), đứng đầu là Áo, với một "quốc hội liên bang" (Bundesversammlung, một hội đồng các nhà lãnh đạo được bổ nhiệm) mà gặp nhau tại thành phố Frankfurt am Main. Công nhận vị trí của đế quốc truyền thống được giữ bởi các nhà Habsburg, các hoàng đế của nước Áo đã trở thành Chủ tịch trên danh nghĩa của quốc hội này. Vấn đề rắc rối là, sự thống trị Áo được xây dựng không đếm xỉa đến sự nổi dậy từ thế kỷ thứ XVIII của Phổ trong nền chính trị đế quốc. Mặc dù tuyển hầu tước Brandenburg mới chỉ phong mình làm vua ở nước Phổ vào đầu thế kỷ đó, các lãnh thổ của họ đã tăng đều qua chiến tranh và thừa kế.

## Diễn biến
Năm 1850 Liên minh Đức (Deutscher Bund) được tái thành lập. Sau khi tổ chức chính trị được phép thành lập năm 1860, nhiều đảng phái và công đoàn đã thành hình. Năm 1863 Ferdinand Lassalle thành lập Liên hiệp Công nhân Đức Phổ thông (Allgemeine Deutsche Arbeiterverein), đảng mà cuối cùng đã hòa nhập vào Đảng Dân chủ Xã hội Đức (Sozialdemokratische Partei Deutschlands – SPD) vẫn còn tồn tại cho đến ngày nay.
Xung đột Hiến pháp Phổ bắt đầu vào năm 1859, dẫn đến việc bổ nhiệm Otto von Bismarck vào cương vị thủ tướng Phổ và tăng cường quyền lực của nhà vua đối với quốc hội năm 1862.
Năm 1864 cuộc chiến tranh của Phổ và Áo chống lại Đan Mạch bùng nổ do Đan Mạch xâm chiếm Schleswig. Với sự đồng ý của các thế lực lớn châu Âu, hai quốc gia Đức tái chiếm lĩnh các công quốc Holstein và Schleswig.
Phổ giành phần thắng lợi trong cuộc Chiến tranh chống lại nước Áo tiếp theo đấy vào năm 1866, thôn tính Hannover, Nassau, Kurhessen, Hessen-Homburg, Schleswig-Holstein và Frankfurt. Thêm vào đó, Liên minh Bắc Đức (Norddeutscher Bund) dưới sự lãnh đạo của Phổ được thành lập. Vì thế nước Áo ly khai ra khỏi Đức. Nền độc lập của Bayern, Württemberg và Baden được công nhận dưới áp lực của Pháp.
Tiếp theo đấy là căng thẳng giữa Pháp và Phổ. Leopold của Hohenzollern-Sigmaringen ứng cử ngai vàng Tây Ban Nha là nguyên cớ cho cuộc Chiến tranh Đức-Pháp 1870/1871. Napoléon III khiêu khích cuộc chiến bằng cách đòi các vùng đất ở sông Rhein và Bismarck phản ứng với bức Điện báo Ems (Emser Depesche). Sau khi Pháp tuyên chiến, Phổ đã có thể lôi kéo tất cả các quốc gia Đức và các thế lực lớn còn lại của châu Âu về phía mình. Nước Pháp của Napoléon III bị bắt buộc phải đầu hàng qua chiến thắng của Phổ ở Sedan. Sau đấy, một chính phủ cộng hòa được thành lập tại Paris, phủ nhận các yêu sách của Phổ.
Cuộc chiến vì thế mà lại được tiếp tục và chỉ chấm dứt vào năm 1871 khi Pháp đầu hàng. Trong Hòa ước Frankfurt am Main, nước Pháp buộc phải từ bỏ vùng Elsass-Lothringen và phải trả tiền bồi thường chiến tranh.
Nhờ vào một số nhân nhượng, Bismarck đã có thể thúc đẩy được các quốc gia Nam Đức gia nhập Liên minh Bắc Đức. Lễ thành lập Đế chế Đức được tiến hành vào ngày 18 tháng 1 năm 1871 trong Đại Sảnh Gương của Lâu đài Versailles. Vua Phổ nhận danh hiệu Hoàng đế Đức.

## Tiền tệ chung
Từ 1871 đồng Mark là đơn vị tiền tệ thống nhất của Đế quốc Đức.